# Famille d'Yzarn de Freissinet de Valady
La famille d'Yzarn de Freissinet de Valady est une famille française noble du Rouergue, d'extraction chevaleresque, avec preuves remontant à 1313[réf. nécessaire], actuellement subsistante. Elle a été admise en 1785 aux honneurs de la cour.[réf. nécessaire]
Elle compte parmi ses membres de nombreux officiers, des membres de la Maison militaire des rois de France, deux chevaliers de l'Ordre de Saint-Michel, deux commandants de la ville de Rodez au XVIe siècle dont plusieurs lettres des rois portent témoignage. 

## Histoire

### Les origines
L'historien du Rouergue Hippolyte de Barrau (1854) rapporte que le premier auteur présumé de cette famille au XIIIe siècle est Pierre Izarn qui participe à la 6e croisade en 1248 avec le roi Saint-Louis. La filiation prouvée ne débute toutefois qu'avec Pierre Izarn, fils présumé du précédent, damoiseau, mentionné en 1313 et 1319 qui habitait la ville d'Entraygues et son château qui sont le berceau de cette famille écrit-il.
La terre de Valady a été érigée en marquisat en 1705 par le roi Louis XIV, en faveur de François-Godefroy d'Izarn de Freyssinet (1663-1737).[réf. nécessaire]

## Branches
Cette famille s'est divisée en trois branches :
- Branche de Freissinet ;
- Branche de Valady ;
- Branche de Villefort.

## Personnalités
Les personnalités de cette famille sont :
- Antoine Izarn, chargé de diverses commissions du roi pendant les guerres civiles du XVIe siècle, entre autres du commandement de la ville de Rodez ;
- Vital Izarn, commande la ville de Rodez (délibération des habitants de 1562), chevalier de l'ordre du roi en 1576 ;
- Antoine Izarn, capitaine de 50 chevau-légers en 1595, chevalier de l'ordre du roi dans un hommage de 1608 ;
- Jean-Jacques Izarn ;
- Grégoire-Alexandre d'Izarn de Frayssinet de Valady, premier page du roi Louis XVI ;
- Pierre-Antoine d'Yzarn de Frayssinet, fils d'Antoine-Godefroi, seigneur de Frayssinet, de Bar, de Golinhac, du Nayrac et de Gaillac, et de Louise de Resseguier, fut membre en 1779 de l'Assemblée de Haute-Guyenne où il fit partie de la commission de la taille, des vingtièmes et de capitations. Il participa à Rodez à l'assemblée, le 16 mars 1789, pour la rédaction du cahier de doléances de la noblesse de la sénéchaussée de Rodez et bailliage de Millau, puis il présida ensuite la réunion du 24 juillet 1789, tenue pour autoriser les députés de la Noblesse à accepter le vote par tête et non par ordre. En 1790, il fut sollicité pour être commissaire du roi dans le nouveau gouvernement constitutionnel, mais refusa en raison de sa vue qui était devenue trop faible. Marié avec Marie-Anne de Guiscard, fille de François-Gaston, marquis de La Bourlie, et d'Anne-Antoinette de Sénezergues, il n'a pas eu d'héritiers ;
- Xavier Godefroy d'Yzarn de Freissinet de Valady, dernier marquis de Freissinet, (1766, Villefranche-de-Rouergue - 1793, Périgueux), fils de Louis-Joseph et de Marie-Anne de Montjézieu, marié contre le consentement de son père en 1783 à Paris avec Charlotte de Rigaud de Vaudreuil, admis aux honneurs de la Cour en 1787, député de l'Aveyron à la Convention nationale en 1792, siège parmi les girondins, condamné à mort et exécuté en 1793 par le tribunal criminel de la Dordogne ;
- Henry d'Yzarn de Freissinet de Valady, dit Henry de Valady (1814, Rodez - 1897, Golinhac, Château de La Vernhette), représentant (1871-1876) puis député de l'Aveyron (1871-1877), conseiller général, auteur de l'ouvrage Châteaux de l'ancien Rouergue ;
- Louis-Amans d'Izarn de Freissinet de Valady ;
- Alexandre d'Izarn de Freissinet de Valady, sous-préfet durant la Restauration ;
- Marie-Joseph-Louis d'Yzarn de Freissinet de Valady (1864-1917), propriétaire de Cropières ;
- Pierre-Christian d'Yzarn de Freissinet de Valady (1868, Rodez - 1935, Bordeaux), il a continué les travaux de son oncle, Henry d'Yzarn de Freissinet de Valady, dont le recueil a été publié à Rodez dans les trois gros volumes in-4° :  Châteaux de l'ancien Rouergue, aux éditions Pierre Carrère.

## Possessions
- Le fief de Frayssinet, sur la commune du Nayrac (Aveyron), par le mariage au milieu du XIVe siècle d'Arcambal Yzarn, avec Catherine de Poujols, seigneuresse de Fraissinet.
- La baronnie de Valady acquise avec le mariage en 1604 d'Antoine d'Izarn de Freyssinet, fils de Vital et de Jeanne de Thézan, avec Anne de Pestels de Caylus, fille de Jean-Claude de Pestels, seigneur de Branzac, et de Jeanne de Lévis-Quélus. Ils ont construit le château.
- Le Château de Saint-Saturnin (Lozère) près de La Canourgue par le mariage en 1656 de Bernardin d’Yzarn de Freissinet de Valady avec Marie de Loubeyrac
- Le château de Cropières acquis avec le marquisat de Roussilhe par le mariage en 1705 de François-Godefroy d'Izarn de Freyssinet avec Marie-Elisabeth de Scorailles, fille héritière de Annet-Joseph de Scorailles, marquis de Roussilhe, et de Charlotte de Tubières de Grimoard de Pestels de Caylus. Il est toujours possédé par la famille.
- Le fief de Versols, et le fief de La Guépie, acquis avec le mariage en 1716 de Jean-Casimir d'Yzarn de Freyssinet (1671-1749), chevalier de Malte, fils puiné de Bernardin, comte de Valady, et de Marie de Loubeyrat, avec Elisabeth de Roquefeuil (1688-1755), fille de Claude, seigneur de Versols, et de Marie de Pomairols, dame de Laguépie.
- Le Château de Combret sur la commune de Nauviale, apporté à la famille en 1810 par le mariage de Louis-Anet d'Yzarn de Freyssinet (1787-1859) avec Henriette de Viguier de Grun
- Le château de Montalègre.

Les deux châteaux de Frayssinet et de Valady ont été dans les mains de cette famille jusqu'au XVIIIe siècle, les trois hameaux de Valady, de Cropières et de Laguépie se sont réunis en 1784 par le mariage de Marie-Jeanne d'Izarn de Freissinet, héritière de Cropières, avec Claude Alexande Izarn de Frayssinet, baron de Laguépie.

## Alliances
Les principales alliances de cette famille sont : de Pujols, 1409 de Corbière, 1494 de Seguy, 1506 de Montarnal, 1531 Hérail, 1564 de Thézan, 1586 de Malhac, 1604 de Pesteils, 1608 de Morlhon, 1633 de Corneillan, 1643 de Solages, 1656 de Loubeyrat, de Roquefeuil, 1660 de Gontaut-Biron, 1680 de Brouzès, 1685, de Pelamourgue, 1694 de Mostuejouls, 1700 de Montvallat, 1705 d'Escorailles, 1716 de Roquefeuil-Versols, 1718 de Conquans, 1719 de Resseguier, 1737 de Guilhem de Clermont du Bosc, 1739 de Montvallat, 1752, de Dienne, 1754 de Vichet, 1760 de Fontanges, 1765 de Jurquet de Montjésieu, 1768, Domain de Grandvel, 1773 de Crespon, 1773 de Mirandol, 1783 de Rigaud de Vaudreuil, 1787, d'Icher de Villefort de Puységur, 1810 de Viguier de Grun, 1815 de La Roquette, 1820 de Solages, 1818 de Blacas-Carros, 1820 de Fonsbelle,1828 et 1934 de Bony de Lavergne, 1849 de Pardieu, 1888 de Beaumont de Repaire, 1891 et 1896 de Foucaud et  d'Aure, 1911 de Chefdebien-Zagarriga.

## Armes, blasons, devises
- François d'Yzarn, seigneur de Fraissinet (1484) : D'azur, à la fasce d'argent, accompagnée en chef de deux besants, et, en pointe, d'un croissant, le tout d'or[4].

- d'Yzarn de Freissinet de Valady : Écartélé aux 1 et 3 de sable à trois tours d'argent, dont deux petites maçonnées et crénelées, celle du milieu plus élevée, à la porte de sinople, un cor de chasse attaché et virolé en sautoir, à un des créneaux de la petite tour à dextre qui est Izarn ; aux 2 et 4 de gueules, au chien limier passant et lampassé de sable, au chef d'azur chargé de trois étoiles d'or qui est de Frayssinet[réf. nécessaire]

L'écu surmonté d'un casque de chevalier.
Support : deux griffons d'or.